# Мбіза
Мбі́за (англ. Mbiza) — традиційна громада у складі дистрикту Зомба Південного регіону Малаві.
Населення — 85311 осіб (2018).